# Antoine Dénériaz
Antoine Dénériaz, född 6 mars 1976, fransk före detta utförsåkare.
Dénériaz tog överraskande guld i störtlopp under OS i Turin 2006 genom att utklassa alla med över sju tiondelars marginal.